# Cayo Granada
Cayo Granada es una isla de Cuba en el mar Caribe que administrativamente pertenece a la provincia de Camagüey en las coordenadas geográficas 20°37′25″N 78°14′29″O / 20.62361, -78.24139 al este de Cayo Inglesitos, al sur de Cayo Caoba, y al oeste de Cayo Botijuela, 509 kilómetros al sureste de la capital La Habana.